# ヴィニフェラ (小惑星)
ヴィニフェラ (759 Vinifera) は小惑星帯にある小惑星。フランツ・カイザーがハイデルベルクのケーニッヒシュトゥール天文台で発見した。
小惑星名はヨーロッパブドウの学名ヴィティス・ヴィニフェラに由来し、発見者の先祖がワイン農家だったことに因んで名付けられた。